# Semien Mi'irabawi
Semien Mi'irabawi (o Tigrè nord-occidentale) è una delle zone amministrative in cui è suddivisa la Regione dei Tigrè in Etiopia.

## Woreda
La zona è composta da 16 woreda:
1. Adi Daero
2. Adi Hageray
3. Asgede
4. Dima
5. Endabaguna town
6. Indasilassie town
7. Laelay Adiabo
8. May Tsebri town
9. Selekleka
10. Seyemti Adyabo
11. Sheraro town
12. Tahtay Adiyabo
13. Tahtay Koraro
14. Tselemti
15. Tsimbla
16. Zana